# Stanislavciîk, Cerkasî
Stanislavciîk (în ucraineană Станіславчик) este un sat în comuna Sofiivka din raionul Cerkasî, regiunea Cerkasî, Ucraina.

## Demografie
Componența lingvistică a localității Stanislavciîk
     Ucraineană (94,79%)
     Rusă (5,21%)
Conform recensământului din 2001, majoritatea populației localității Stanislavciîk era vorbitoare de ucraineană (94,79%), existând în minoritate și vorbitori de rusă (5,21%).